# Meeresökologie
Die Meeresökologie (englisch marine ecology) ist ein Zweig der Hydrobiologie und Meeresbiologie, der sich mit der Erforschung von marinen Ökosystemen befasst. Es werden die ökologischen Interaktionen zwischen Organismen und ihrer Umwelt untersucht und auch die Rückwirkung der Organismen auf Trübung, Sedimentation, Nährstoffkreisläufe und Sedimentationsprozesse.
In Deutschland haben sich unter anderem Otto Kinne und Ulrich Saint-Paul auch mit Fragen der Meeresökologie beschäftigt. In den USA hat Jane Lubchenco eine Professur für Meeresökologie. Der Spanier Ramón Margalef ist für seine ökologischen Arbeiten international bekannt.